# HD 207129
HD 207129 (HR 8323) és un estel de magnitud aparent +5,58 a la constel·lació de la Grua. S'hi troba a 52,5 anys llum de distància del sistema solar.
HD 207129 és una nana groga de característiques semblants a les del Sol.
Considerada un anàleg solar, té tipus espectral G2V. La seva temperatura efectiva és de 5912 K i és un 26% més lluminosa que el Sol. Té un radi un 7% més gran que el radi solar i rota amb una velocitat de rotació projectada de 3,7 km/s, completant una volta sobre si mateixa cada 12,6 dies. Amb una massa entre 1,0 i 1,15 masses solars, no es coneix la seva edat de forma precisa. Considerant les pistes evolutives derivades a partir del seu radi i gravetat superficial (log g = 4,44), s'obté una edat de 3200 milions d'anys; no obstant això, l'edat estimada a partir del seu període de rotació és de 1500 milions d'anys, xifra consistent amb la seva lluminositat en rajos X. No mostra activitat cromosfèrica.
HD 207129 posseeix una metal·licitat —abundància relativa d'elements més pesats que l'heli— igual a la del Sol ([Fe/H] = 0,00). Diversos elements avaluats tals com sodi, alumini i magnesi mostren igual comportament. No obstant això, el nivell de liti, amb una abundància relativa logє[Li] = 2,33, és significativament més elevat que en el nostre estel.

## Disc circumestel·lar
En 1999 es va descobrir que HD 207129 està envoltada per un disc circumestel·lar de pols freda amb una temperatura entre 25 K i 50 K. La massa total d'aquest disc és d'aproximadament 10-2 masses terrestres i s'estén des de 100 ua de l'estel fins a 170 - 190 ua respecte a la mateixa. La grandària típica dels grans en el cinturó planetesimal està comprès entre 4 i 7 μm.